# Claudio Cataño
Claudio Cataño Porras (nascut el 18 de setembre de 1985) és un actor colombià i director. El 2024, va interpretar el coronel Aureliano Buendía a la sèrie de televisió de Netflix Cien años de soledad.

## Primers anys
Cataño va néixer a Bogotà en el si d'una família d'artistes. El seu pare, Mauricio Cataño, és cineasta. El seu avi, Mario Rivero, era poeta, i el seu oncle, Fausto Panesso, és escriptor. Cataño va ser criat pels seus avis a La Candelaria. Després de ser expulsat de diverses escoles per problemes de conducta, va començar a estudiar teatre a l'Escola Rubén Di Petro.

## Carrera
Va fer el seu debut televisiu a Casados con hijos el 2005. L'any 2016 va debutar com a director amb la pel·lícula Moria, de la qual també va escriure i va ser productor executiu. El 2024, va interpretar el coronel Aureliano Buendía a la sèrie de televisió de Netflix Cien años de soledad, basada en la novel·la del mateix nom de Gabriel García Márquez de 1967.

## Vida personal
Cataño va mantenir una relació amb Cindy Herazo, amb qui té un fill. Més tard va entablar una relació amb Valentina Acosta, i tenia una relació amb l'actriu Patricia Castañeda, amb qui té una filla, Anastasia. A partir de maig de 2023, està en una relació amb l'actriu María del Rosario.

## Filmografia

### Cinema
| Any  | Títol                         | Paper       | Notes                                    | Ref.   |
| ---- | ----------------------------- | ----------- | ---------------------------------------- | ------ |
| 2016 | Moria                         | N/D         | Director, escriptor i productor executiu | [ 14 ] |
| 2017 | Virginia Casta                | N/D         | Director, escriptor i productor          | [ 15 ] |
| 2017 | Nadie sabe para quién trabaja | Diego Ángel |                                          | [ 16 ] |
| 2023 | Aurora                        | Adolfo      |                                          | [ 17 ] |
| 2024 | Inventario                    | Borrás      |                                          | [ 18 ] |
| 2024 | Horizonte                     | Basilio     |                                          | [ 19 ] |
| 2024 | Estimados Señores             | Ortiz       |                                          | [ 20 ] |
| 2025 | Pacífico                      | Azul        |                                          | [ 21 ] |

### Televisió
| Any       | Títol                 | Paper                     | Notes                           | Ref.   |
| --------- | --------------------- | ------------------------- | ------------------------------- | ------ |
| 2005      | Casados con hijos     |                           | Episodi: "La venganza es dulce" | [ 8 ]  |
| 2008      | La sucursal del cielo | Pedro Lizcano             | 26 episodis                     | [ 22 ] |
| 2008      | Tiempo final          |                           | Episodi: "Aficionados"          | [ 23 ] |
| 2008      | Muñoz vale x 2        | Calixto                   | 3 episodis                      | [ 24 ] |
| 2008      | Vecinos               | Nardo                     | 129 episodis                    | [ 25 ] |
| 2009      | Bermúdez              | Diego Medina              | Paper secundari                 | [ 26 ] |
| 2010      | Rosario Tijeras       | Sudarzky                  | 2 episodis                      | [ 26 ] |
| 2010–2011 | A mano limpia         | Manuel Guerra             | 178 episodis                    | [ 27 ] |
| 2013      | 5 viudas sueltas      | Walter                    | Paper secundari                 | [ 28 ] |
| 2013      | Comando élite         | David Aguirre             | 7 episodis                      | [ 29 ] |
| 2015      | Tiro de gracia        | Esnéider Jaramillo        | Paper secundari                 | [ 30 ] |
| 2016      | La viuda negra        | Robert Jones              | 58 episodis                     | [ 31 ] |
| 2016–2017 | 2091                  | Lorent                    | 12 episodis                     | [ 32 ] |
| 2018      | María Magdalena       | Ur                        | 2 episodis                      | [ 33 ] |
| 2019      | El inquisidor         | El Gato                   | 6 episodis                      | [ 34 ] |
| 2021      | Mil colmillos         | Rojas                     | 7 episodis                      | [ 35 ] |
| 2021–2022 | La nieta elegida      | Sergio Roldán             | 32 episodis                     | [ 36 ] |
| 2022      | Las Villamizar        | Aurelio Velásquez         | Paper principal                 | [ 37 ] |
| 2022      | Cochina envidia       | Samuel                    | 3 episodis                      | [ 38 ] |
| 2024      | Cien años de soledad  | Coronel Aureliano Buendía | 7 episodis                      | [ 39 ] |

## Premis i nominacions
| Premi          | Any  | Categoria                                      | Treball nominat      | Resultat  | Plantilla:Refh |
| -------------- | ---- | ---------------------------------------------- | -------------------- | --------- | -------------- |
| Premis Platino | 2025 | Millor actor de sèrie o minisèrie de televisió | Cien años de soledad | Guanyador | [ 40 ] [ 41 ]  |